# Micropotamogale
Micropotamogale es un género de mamíferos afroterios de la Familia Potamogalidae.Son endémicos del África subsahariana. Se los conoce como tenrecs nutria enanos o musarañas nutria enanos, aunque en verdad, no están emparentados ni con las musarañas ni con las nutrias.
Como otros pequeños mamíferos africanos, han sido poco estudiados, pero se sabe que son de hábitos semiacuáticos viviendo en cursos de agua en zonas forestadas y alimentándose de invertebrados grandes en su mayoría.

## Especies
Se reconocen las siguientes:
- Micropotamogale lamottei (tenrec nutria de Nimba) Heim de Balsac, 1954
- Micropotamogale ruwenzorii (tenrec nutria de Ruwenzori) (de Witte & Frechkop, 1955)